# La ciudad y la toga

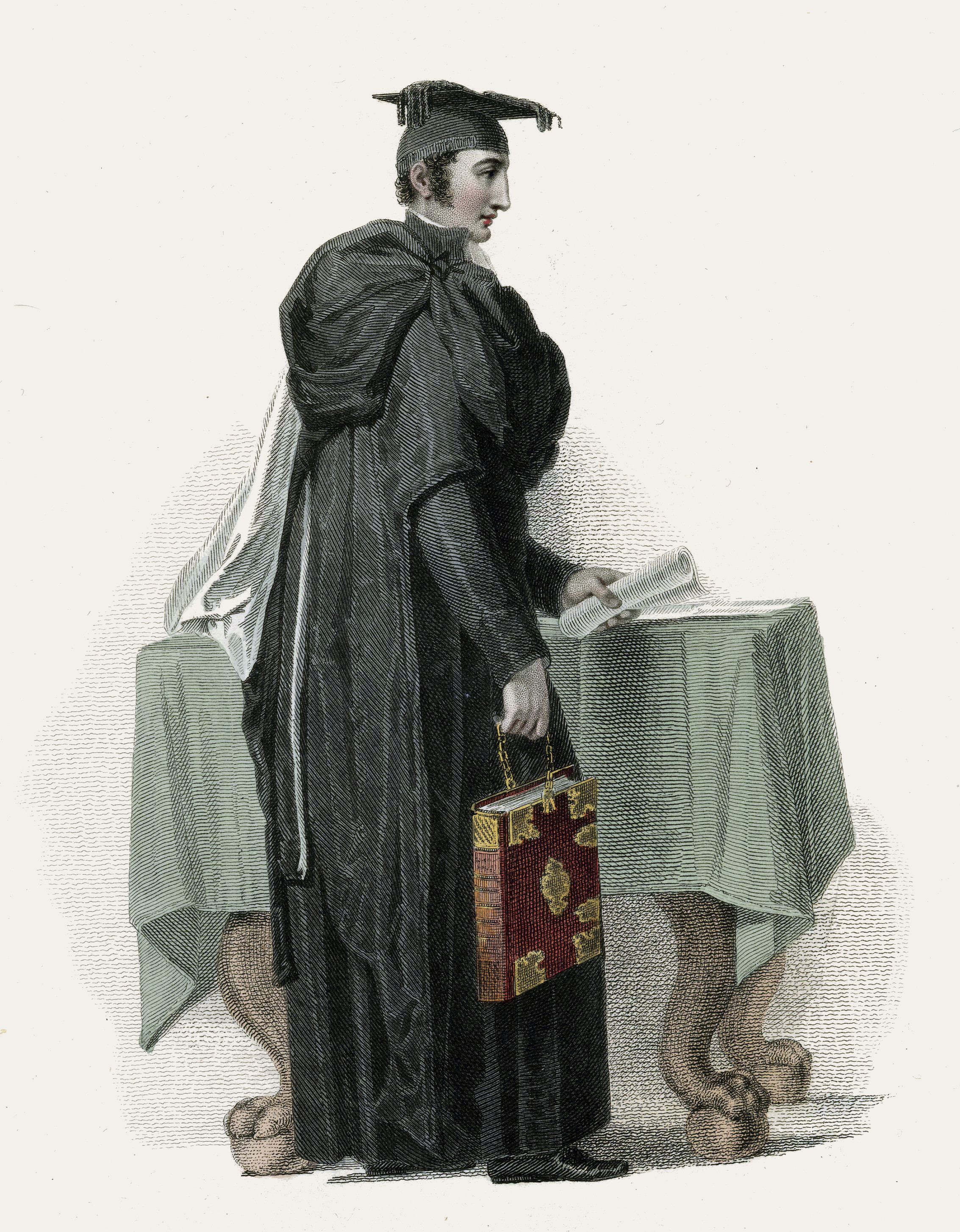
Toga (gown) histórica de la Universidad de Cambridge.

La ciudad y la toga es una expresión aplicada en un principio, por la literatura histórica anglosajona (town and gown) que identifica y yuxtapone, mediante una metáfora, dos componentes comunitarios principales que animan una ciudad universitaria en un complejo sistema de relaciones sociales, económicas y políticas que, desde sus inicios en la Edad Media, siempre han exhibido aspectos críticos pero que, por otra parte, ha sido un elemento crucial tanto en la historia de la universidad como en los acontecimientos y el desarrollo de las ciudades individuales afectadas por la presencia de comunidades académicas.
En una ciudad universitaria, las relaciones entre dos comunidades distintas, "los de la ciudad" y "los de la toga", son las que existen entre los residentes de la ciudad (población no académica) y la población universitaria (corporación que forma parte de los orígenes del clero secular, que en el pasado se distinguía por vestir togas). La metáfora se utilizó primero, y especialmente, en los antiguos lugares de enseñanza británicos como Oxford, Cambridge, Durham o Edimburgo.
Aunque la expresión tiene connotaciones históricas desde la Edad Media, sigue utilizándose en la literatura y el lenguaje cotidiano en las ciudades universitarias modernas. Estas relaciones, a veces no fueron amistosas. 

## Origen
.

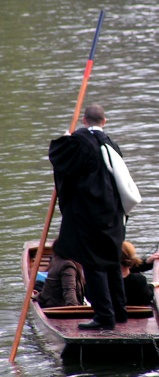
Toga y capucha usadas modernamente en la graduación de licenciatura en Cambridge.

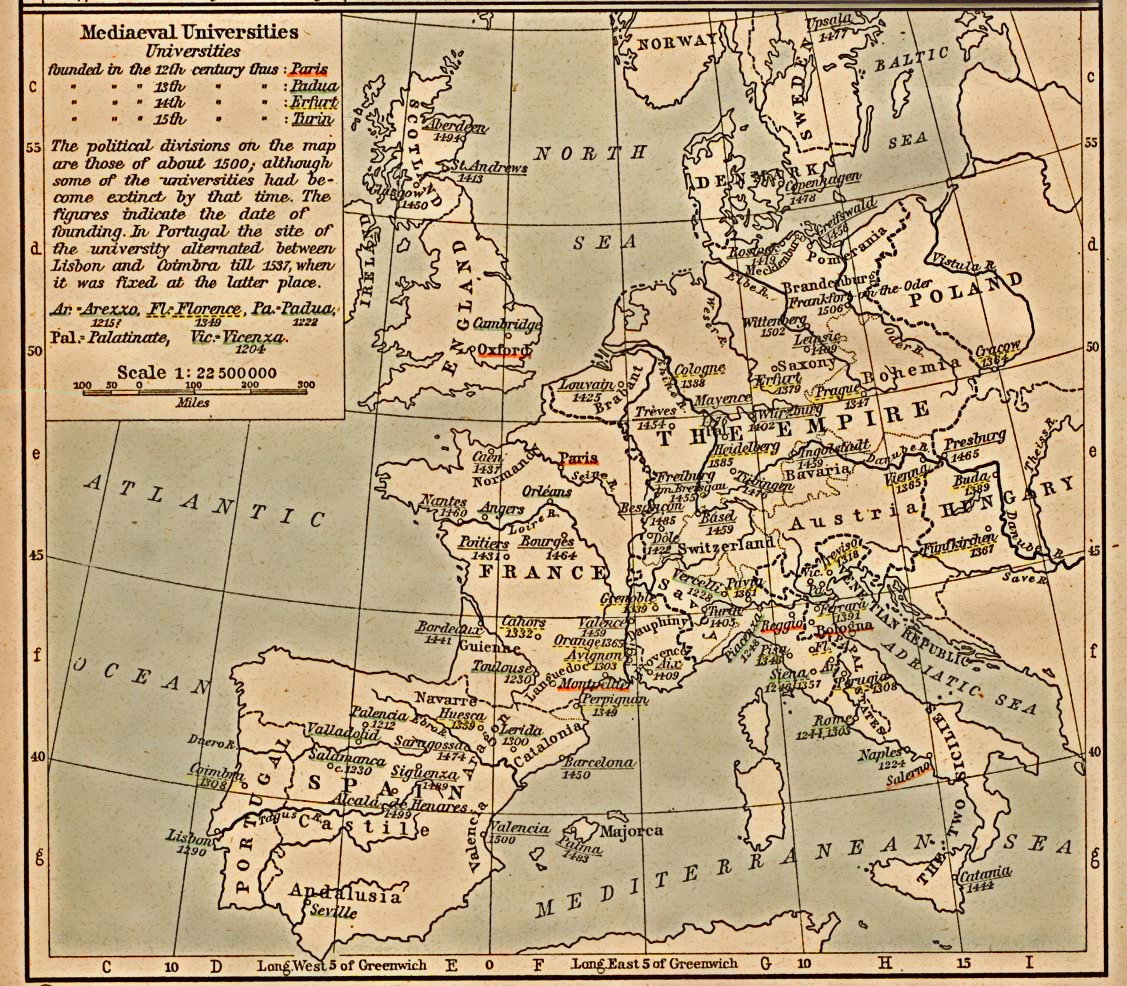
Mapa de Universidades medievales en Europa Occidental.

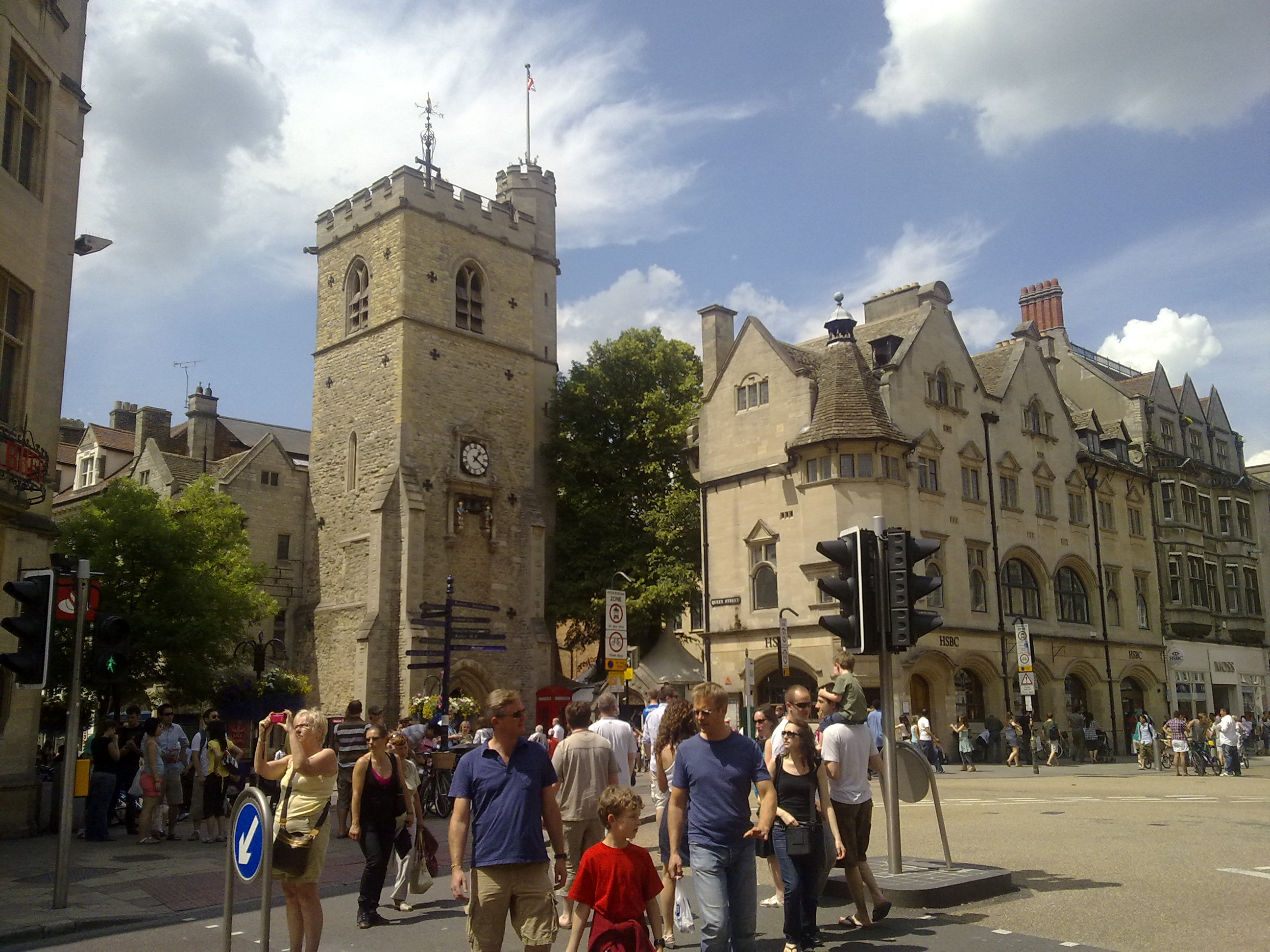
Oxford: Torre de Carfax (testigo de la revuelta de Santa Escolástica de 1279.

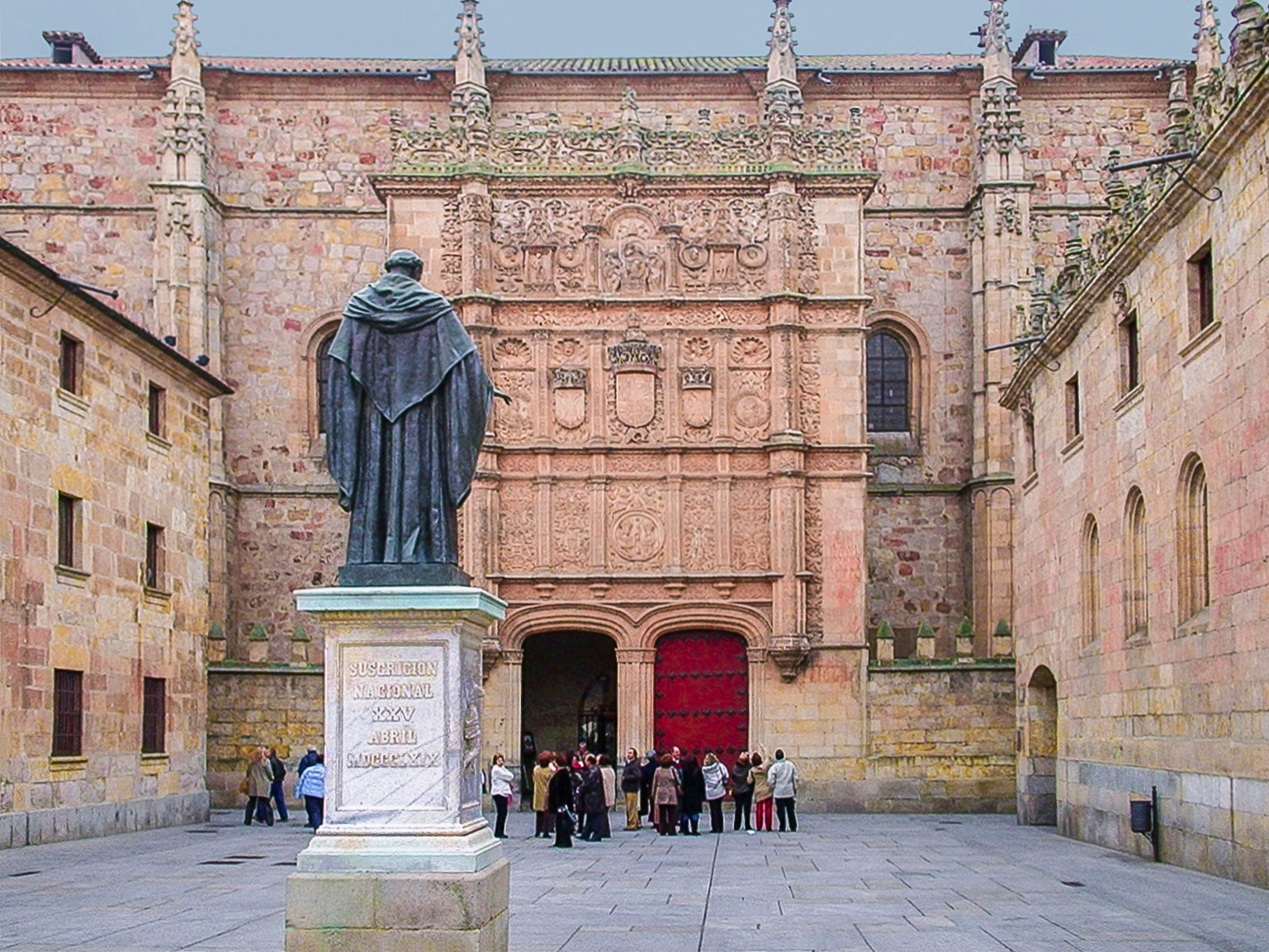
Universidad de Salamanca. Patio de Escuelas y fachada. Fundación: 1218 (Studium generale) y 1252 (como universidad).

Durante la Edad Media, los estudiantes admitidos en las universidades europeas solían tener un estatus social de clérigo menor, y por tanto, vestían atuendos similares a los del clero. Esta vestimenta evolucionó hasta convertirse en la toga académica larga y negra, que se llevaba con capucha y birrete. La toga resultaba cómoda para estudiar en edificios sin calefacción y con corrientes de aire, por lo que se convirtió en una tradición en las universidades. La toga también servía como símbolo de estatus social, ya que era poco práctica para el trabajo físico manual. La capucha se adornaba a menudo con los colores de las universidades y designaba la afiliación universitaria del joven estudiante. De esta forma, con su indumentaria distintiva, los estudiantes se diferenciaban y distinguían de los ciudadanos de la ciudad; de ahí la expresión "los de la ciudad y los de la toga".

## Edad Media

### La universidad como santuario
La idea de una escuela de enseñanza de rango superior como institución distinta y autónoma en un entorno urbano se remonta a la Academia, fundada por Platón hacia el año 387 a. C. La Academia se estableció como un santuario sagrado para el aprendizaje fuera de las murallas de la ciudad de Atenas. Sucesores de la Academia existieron durante nueve siglos hasta que el emperador Justiniano cerró la última, junto con otras escuelas paganas, en el año 529 a. C.
En el siglo XII, cuando surgieron las primeras universidades medievales tempranas como tales, previo paso por los studia generalia (primero en Italia, como la de Bolonia y luego en toda Europa), como las de París, Oxford, Palencia o Salamanca, se fundaron sin campus físicos. Los docentes, simplemente alquilaban salas para utilizarlas como aulas en las ciudades. Al principio, había pocos edificios de campus identificables (aparte de los colegios residenciales que se establecieron en algunas universidades). La mayoría de los estudiantes se alojaban en las ciudades universitarias. Los escolares a menudo se congregaban en áreas identificables de las ciudades, como la más famosa, en la orilla izquierda (Rive gauche) del Sena en París, lo que terminó conociéndose como el Barrio Latino, debido al uso del latín allí hablado. 
De este modo, estas instituciones medievales estaban más integradas en las ciudades que en el caso de la Academia. No es casualidad que la mayoría de las universidades medievales se fundaran dentro de las ciudades. Esto significaba que estaban conectados a la infraestructura necesaria de la ciudad y al suministro de bienes de consumo. La existencia de las escuelas requería una población permanente y una infraestructura que incluyera una plaza de mercado vibrante y un sistema de gobierno, pero su dependencia de las ciudades anfitrionas era limitada. En la mayoría de los casos, la dotación de las universidades medievales procedía en gran medida, si no enteramente, de los ingresos de la Iglesia católica. En consecuencia, las universidades eran en gran medida independientes de los ingresos municipales y, en gran medida, de la autoridad civil. El studium medieval siguió siendo un santuario en su condición de beneficiario de la Iglesia católica y en la exención de los escolares del derecho civil. Estas jurisdicciones especiales no eran en absoluto infrecuentes en la Edad Media. La ley aplicable variaba mucho según la persona, la organización y la zona: las propias ciudades tenían sistemas legales totalmente diferentes a los del campo circundante, e incluso dentro de la ciudad, cada gremio solía tener sus propios privilegios y derechos especiales. La jurisdicción independiente de las universidades formaba esencialmente parte de este sistema.

### Anatomía de una relación conflictiva
La relación inicial entre las universidades medievales y la ciudad de acogida estuvo llena de conflictos y generó tensiones crecientes a medida que las universidades se volvieron cada vez más independientes, privilegiadas y aisladas. Adicionalmente, la invasión constante de las zonas vecinas por parte de las universidades creó un punto de discordia entre "la ciudad y la toga", que, en muchos casos, continúa en la actualidad.
Las universidades medievales se formaron como gremios de maestros (profesores) y/o estudiantes siguiendo el modelo establecido por los gremios artesanos. Una vez que los eruditos conseguían un estatuto, iniciaban negociaciones con las autoridades municipales para obtener alquileres justos por las aulas y otras concesiones. Como no invertían en un campus físico, podían amenazar con emigrar a otra ciudad si no se satisfacían sus demandas. No era una amenaza vana. Los académicos de la Universidad de Lisboa (Portugal) emigraron a Coimbra y, más tarde, en el siglo XIV, volvieron a Lisboa. Los eruditos también se declaraban en huelga, abandonaban la ciudad anfitriona y no regresaban durante años. Esto ocurrió en la Universidad de París tras una revuelta en 1229 (iniciada por los estudiantes). La universidad no volvió a París durante dos años.
Las universidades medievales se formaron como gremios de maestros (profesores) y/o estudiantes siguiendo el modelo establecido por las guildas de artesanos. Una vez que los escolares conseguían una carta (charte), iniciaban negociaciones con las autoridades municipales para asegurarse alquileres justos por las aulas y otras concesiones. Como no invertían en un campus físico, podían amenazar con emigrar a otra ciudad si no se satisfacían sus demandas. No era una amenaza vana. Los académicos de la universidad de Lisboa emigraron a Coimbra, aunque más tarde, en el siglo XIV, volvieron a Lisboa. Los escolares también se declaraban en huelga, abandonaban la ciudad de acogida o no regresaban durante años. Esto ocurrió en la universidad de París tras una huelga y revuelta en 1229 (iniciada por los estudiantes), que abandonó la ciudad durante dos años.
Muchos estudiantes universitarios eran extranjeros, con modales y vestimenta exóticos que hablaban y escribían en latín, la lengua franca de la enseñanza superior medieval en Europa Occidental. A menudo, los estudiantes no hablaban el dialecto local, y la mayoría de la gente sin educación no hablaba latín. La barrera lingüística y las diferencias culturales no contribuyeron a mejorar las relaciones entre escolares y ciudadanos. El tenor de las relaciones entre las ciudades y las togas se convirtió en una cuestión de arrogancia, por un lado, y de resentimiento, por otro.
Los estudiantes de las universidades medievales gozaban de ciertas exenciones de la jurisdicción de los tribunales civiles ordinarios. Estos privilegios eran salvaguardados normalmente por un conservador apostólico, generalmente un obispo o arzobispo nombrado por el papa. Por la bula Parens scientiarum ("Padre de las ciencias (1231), charta de la Universidad de París, el papa Gregorio IX autorizó a los maestros, en caso de ultraje cometido por cualquier persona contra un académico y no reparado en el plazo de quince días, a suspender sus clases. Este derecho a suspender las clases se utilizó con frecuencia en los conflictos entre la ciudad y la toga. En varias ocasiones, los propios papas intervinieron para proteger a los escolares contra las intrusiones de las autoridades civiles locales. En 1288, el papa Nicolás IV amenazó con interrumpir el studium de Padua si las autoridades municipales no revocaban en un plazo de quince días las ordenanzas que habían dictado contra los escolares. Se hizo bastante común que la universidad presentara sus quejas contra el gobierno de la ciudad ante la Santa Sede, y su apelación solía tener éxito.
Así, los estudiantes medievales estaban bajo la protección legal del clero, que los protegía de cualquier daño físico. Sólo podían ser juzgados por delitos ante un tribunal eclesiástico en virtud del derecho canónico. La protección frente al derecho civil daba a los estudiantes rienda suelta en el entorno urbano para infringir las leyes seculares con casi total impunidad. A menudo, esto dio lugar a abusos y a comportamientos abiertamente delictivos entre los estudiantes, que se daban cuenta de que gozaban de inmunidad frente a las autoridades civiles. La anómala situación jurisdiccional no hizo sino exacerbar las tensiones entre la ciudad y la toga.

### La ciudad contra la toga

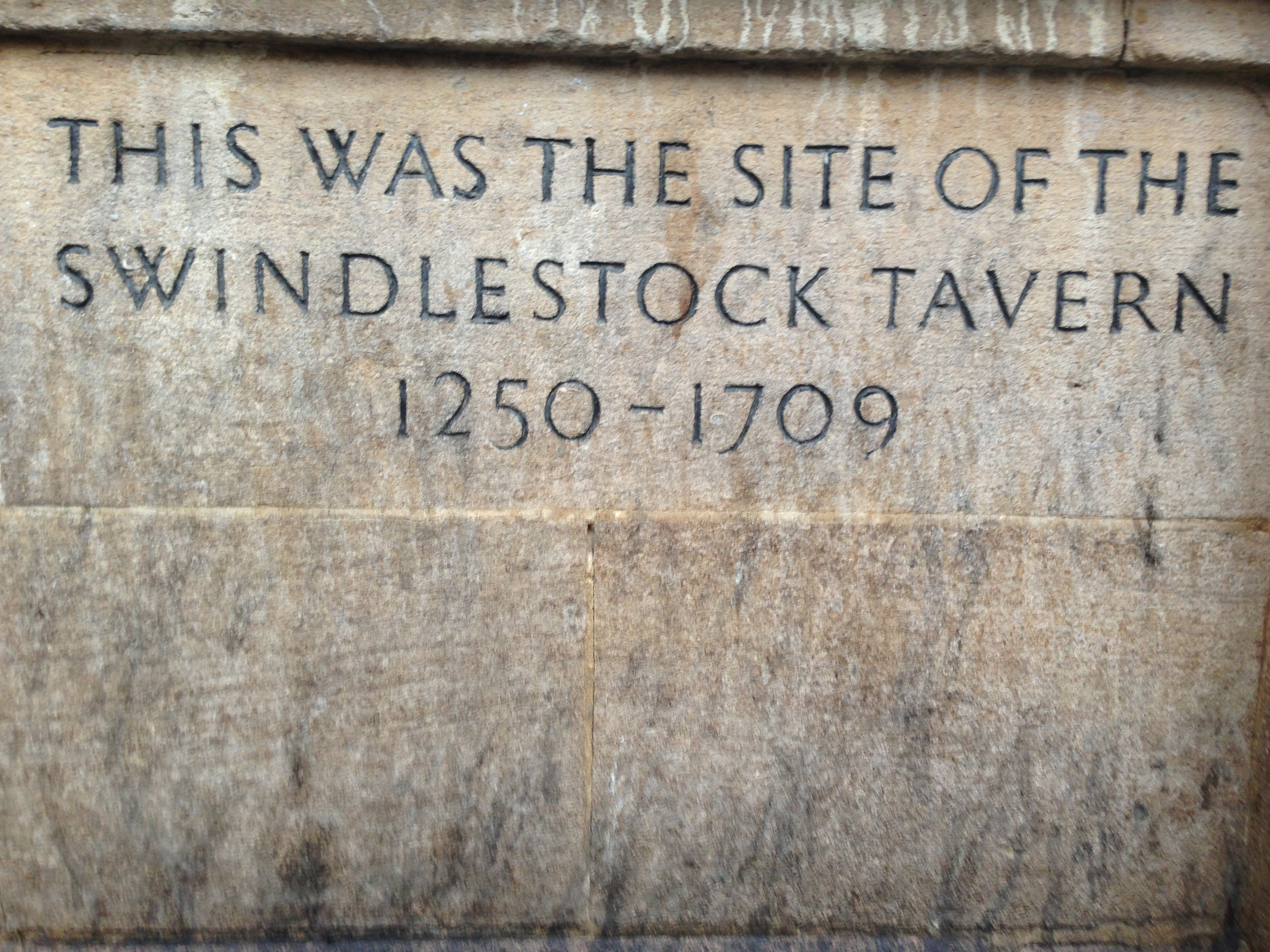
Inscripción en el lugar de la taberna Swindlestock (1250-1709).

Los conflictos fueron inevitables en las ciudades universitarias medievales, donde dos cuerpos gobernados por separado, con diferentes prioridades y lealtades, compartían el mismo espacio restringido. Además, la violencia era habitual en la vida medieval, no sólo entre escolares y ciudadanos, sino también entre ciudadanos de a pie, así como entre escolares de distintas regiones de Europa que acudían a las universidades.
Los enfrentamientos violentos entre la ciudad y la toga eran recurrentes. Uno de los más famosos fue la batalla de Santa Escolástica, ocurrida el 10 de febrero de 1355 en la universidad de Oxford. En la histórica taberna Swindlestock, surgió una fuerte discusión sobre la calidad de las bebidas, entre dos estudiantes, Walter Spryngeheuse y Roger de Chesterfield y el tabernero John Croidon que derivó en una prolongada batalla de dos días en la que ciudadanos locales armados con arcos atacaron la villa académica, matando y mutilando a decenas de escolares. Los alborotadores fueron severamente castigados y, a partir de entonces, el alcalde y los bailíos (bailiffs) tuvieron que asistir a una misa por las almas de los difuntos cada día de Santa Escolástica y jurar anualmente respetar los privilegios de la universidad. Durante 500 años, Oxford guardó un día de luto por aquella tragedia.
La universidad de Cambridge se creó originalmente después de que una pelea entre los habitantes de Oxford y los escolares de la universidad de Oxford obligara a muchos escolares a huir a una nueva ubicación en 1209. Más tarde, la tensión entre los escolares de Cambridge y los habitantes de la ciudad obligó al rey a conceder privilegios especiales y protección a esta universidad, lo que ayudó enormemente a la supervivencia y el éxito futuro de la misma.
No fue hasta mediados del siglo XV, cuando los reyes acabaron con el poder estudiantil dentro de las universidades. Ordenaron a los legados papales que reformaran las universidades y restringieran los boicots y las huelgas estudiantiles. A partir de entonces, ya fuera bajo el poder de un rey, un gobierno o un parlamento, las universidades europeas quedaron sometidas habitualmente a las respectivas autoridades estatales (aunque el grado de control varió mucho según la época y el lugar), lo que mejoró notablemente su relación con las ciudades y los ciudadanos y dio lugar a numerosas características que aún hoy son comunes, evolucionando hacia un modelo de apoyo mutuo, como la concesión de préstamos o los colegios mayores. 

## Edad Moderna

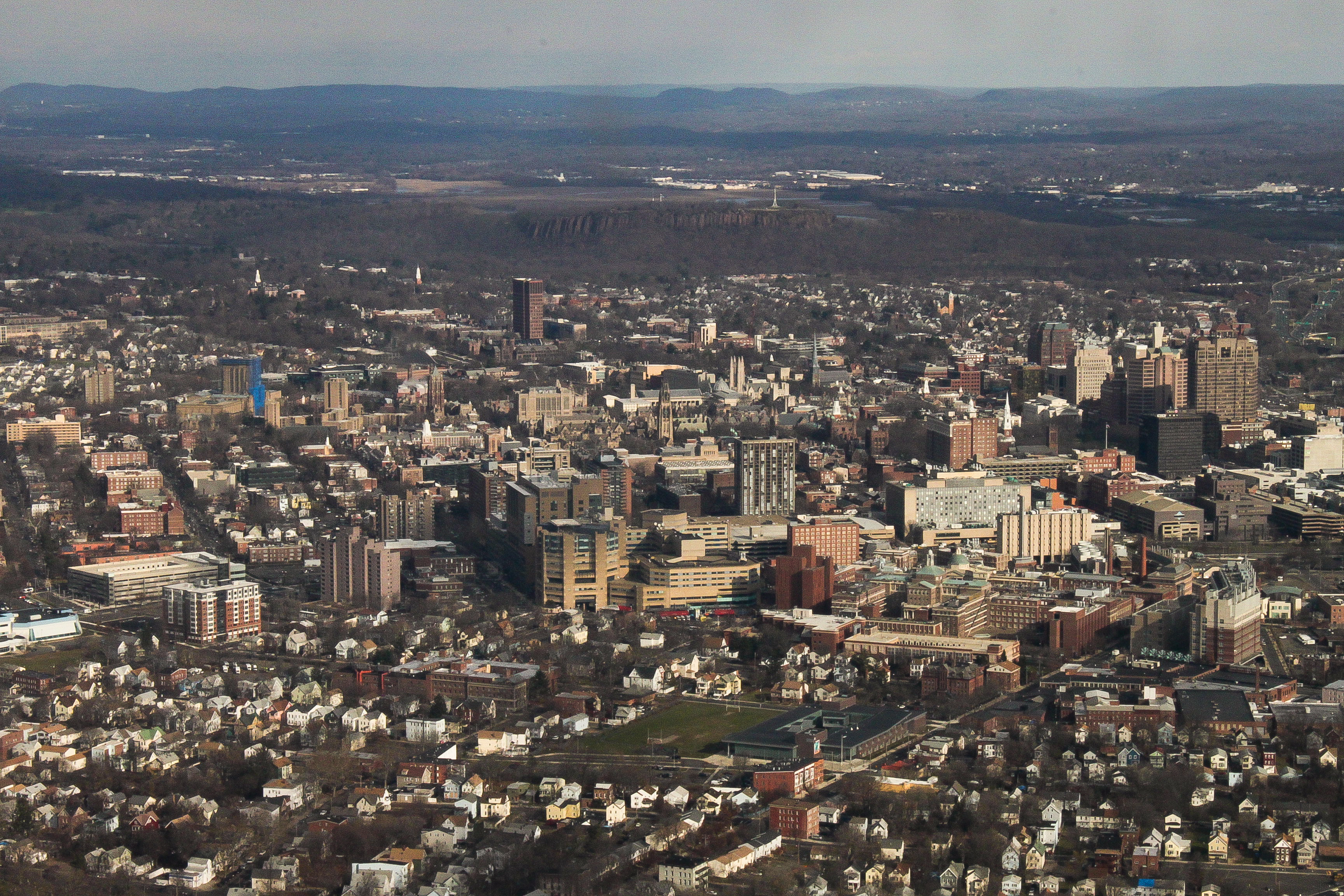
Campus de la universidad de Yale, que define el paisaje urbano.

A lo largo de los siglos, la relación entre la ciudad y la toga ha sido ambivalente. Ha habido momentos en los que una universidad en crisis ha sido rescatada por la dinámica urbana que la rodeaba, mientras que en otras ocasiones, los desarrollos urbanos han amenazado con socavar la estabilidad de la universidad. A la inversa, ha habido ocasiones en las que la universidad ha proporcionado un foco y una coherencia a la vida cultural de la ciudad; aunque otras veces se ha replegado sobre sí misma y ha socavado la cultura urbana.
A pesar de la mejora general de las relaciones en la época moderna, las disputas y los conflictos fueron un fenómeno recurrente. El ayuntamiento de Oxford tuvo numerosas disputas con la universidad; en una de ellas, en 1675, ambas partes presionaron por sus derechos a conceder licencias a los ciudadanos en distintos oficios. La disputa terminó con la universidad conservando su derecho a conceder privilegios a los artesanos (derecho del que gozaba desde el siglo XIV), mientras que la ciudad mantenía la potestad de conceder a los ciudadanos libres el derecho a ejercer oficios que no hacían referencia a la universidad.

### Yale y New Haven
Los conflictos violentos entre estudiantes y ciudadanos cada vez eran menos frecuentes, pero situaciones cada vez más tensas se desarrollaron en las universidades más jóvenes de los Estados Unidos. A diferencia de muchos modelos europeos clásicos, las universidades norteamericanas suelen tener un campus grande,  y a menudo están ubicadas en ciudades más pequeñas, donde el alumnado constituye una parte importante de la población. y la universidad es, con diferencia, el mayor empleador local.
Esta concentración en campus separados a menudo provocó el resentimiento de la población local, ya que el establecimiento y la expansión de las universidades podía cambiar o incluso alejar a barrios enteros, aunque, a menudo, también dio lugar a un crecimiento económico y demográfico. Dos ejemplos bien conocidos son las entonces ciudades rurales de Cambridge en Massachusetts (sede de la universidad de Harvard desde 1636 y del MIT desde 1861) y New Haven en Connecticut (sede de la universidad de Yale desde 1716), que rápidamente se convirtieron en grandes ciudades como resultado del establecimiento de las universidades.
Unos incidentes protagonizados por estudiantes de la universidad de Yale y residentes de New Haven, ilustran la continua tensión en las relaciones entre la ciudad y la toga. La naturaleza de estas disputas iba de lo teológico a lo castrense. La universidad de Yale se fundó en 1701, y se trasladó a New Haven en 1716. En 1753, su presidente, Thomas Clap, empezó a celebrar cultos dominicales separados para los estudiantes en la universidad, en lugar de en la iglesia principal, porque consideraba que el ministro, Joseph Noyes, era teológicamente sospechoso. (Yale fue fundada por ministros congregacionales, aunque actualmente no tiene afiliación religiosa). Esta medida alejóó al clero de Connecticut y marcó el comienzo de la ambivalente relación de los estudiantes universitarios de Yale con la ciudad de New Haven.
A lo largo de un siglo, New Haven fue testigo de una serie de violentos enfrentamientos entre estudiantes y "pueblerinos" que recordaban los enfrentamientos en las ciudades universitarias medievales. En 1806 estalló un enfrentamiento a gran escala -el primero de muchos- librado a puñetazos, garrotazos y cuchilladas entre marineros fuera de servicio y estudiantes de Yale. En 1841, se produjo un choque con los bomberos de la ciudad. Después de que los estudiantes de Yale atacaran el parque de bomberos y destruyeran el equipamiento, una turba de la ciudad amenazó con quemar la universidad. Hubo que llamar destacamentos militares para mantener la paz. En 1854, volaron ladrillos y balas tras un enfrentamiento entre estudiantes y gente del pueblo en un teatro de New Haven. Cuando el líder del grupo ciudadano fue apuñalado, los estudiantes se refugiaron en la universidad. Los lugareños trajeron dos cañones de la milicia y apuntaron a la universidad, pero fueron detenidos por los alguaciles antes de que pudieran dispararlos.
La situación fue relativamente tranquila hasta 1919, cuando los militares locales que regresaban, enfadados por los insultos de los estudiantes de Yale, atacaron el antiguo campus. Al encontrar las puertas cerradas, rompieron cientos de ventanas y se dirigieron a los teatros y restaurantes de la ciudad, asaltando a todos los estudiantes que encontraban. En 1959, una pelea de estudiantes con bolas de nieve en las calles de la ciudad se descontroló y se saldó con detenciones por parte de la policía de New Haven. Los estudiantes lanzaron bolas de nieve a los agentes durante el desfile del día de San Patricio.

## Edad Contemporánea

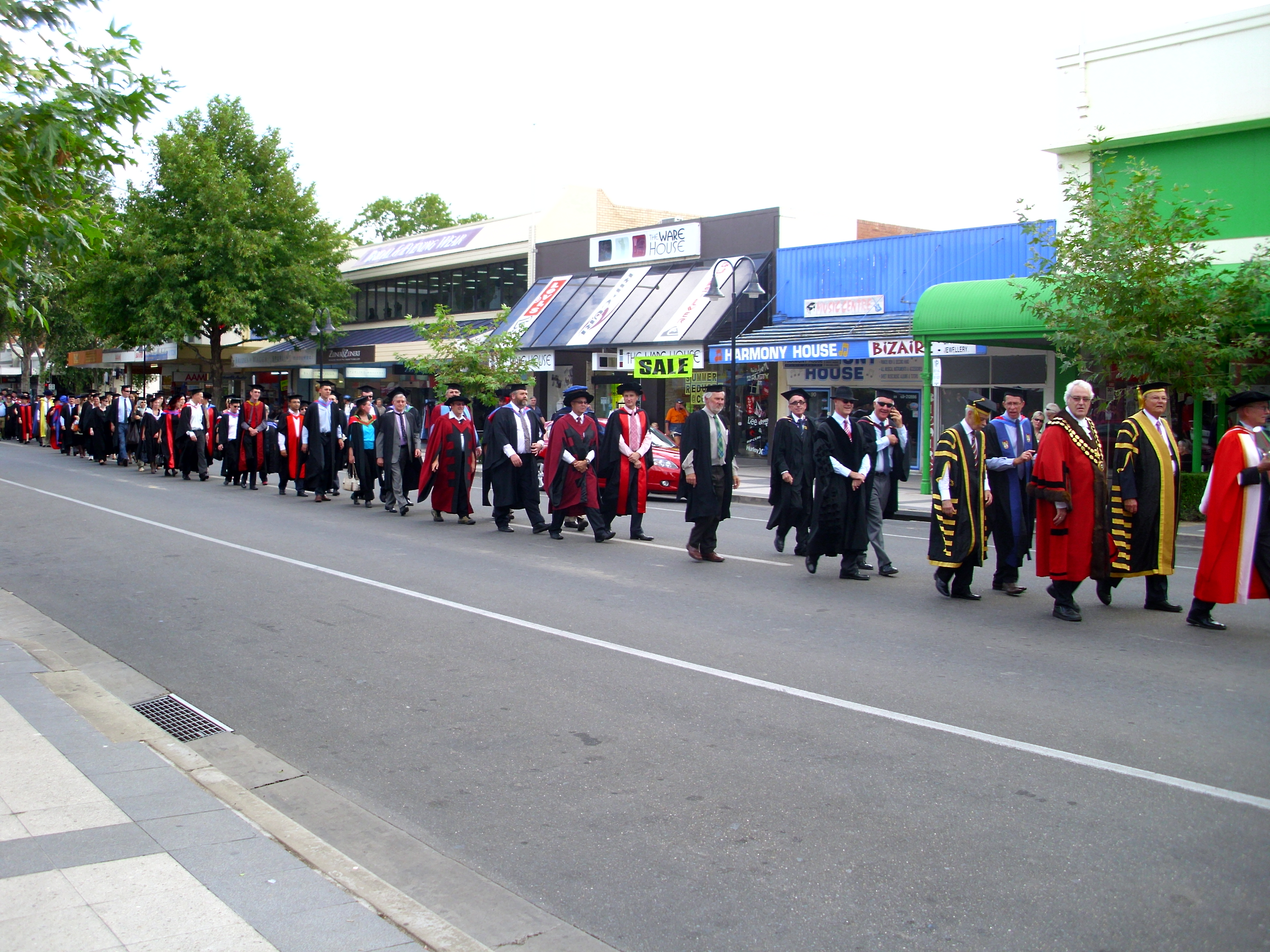
Desfile académico de town and gown de la universidad Charles Sturt en Wagga Wagga, Australia.

Especialmente después de la Segunda Guerra Mundial y a finales del siglo XX, el número de estudiantes en todo el mundo aumentó rápidamente, lo que dio lugar a que se construyeran cada vez más residencias y alojamientos para estudiantes fuera del campus. La mezcla resultante de estudiantes y ciudadanos ha suavizado aún más la relación, aunque esto ha creado nuevos problemas como el aumento del tráfico, más ruido y el incremento de los alquileres.
Además, el descontento se expresó cada vez más en forma de movimientos estudiantiles y formas similares de protesta. Ejemplos destacados son el movimiento por la Libertad de Expresión, el movimiento estudiantil de Alemania Occidental de los años sesenta y el mayo del 68 en París, que, sin embargo, son terminológicamente muy diferentes al clásico concepto de ciudad y toga.
Más relacionadas con esta expresión están las fiestas estudiantiles desenfrenadas, que en Estados Unidos, por ejemplo, se celebran principalmente con la participación de fraternidades y hermandades fuera del campus. Como este tipo de comportamiento suele estar prohibido cerca del campus, estas actividades se trasladan a menudo a las zonas residenciales de los alrededores, con lo que, no es infrecuente que a estas fiestas asistan más de mil invitados y que el consumo de alcohol provoque conflictos con el vecindario.
Además, en Estados Unidos también surgieron debates públicos sobre las ventajas e inconvenientes de la conexión entre la ciudad y la toga. El crecimiento de las universidades ocupó parcelas cada vez mayores, que entonces no estaban a disposición de los posibles contribuyentes y que, debido a la exención fiscal de las universidades, no generaban ningún impuesto sobre bienes inmuebles; aunque, al mismo tiempo, las universidades también proporcionan servicios públicos y puestos de trabajo, reforzando así la economía local.  Este fuerte crecimiento de las universidades también dio acceso por primera vez a la educación superior a sectores de la población que antes carecían de esta formación, como los inmigrantes o las minorías étnicas.
Mientras tanto, se ha ido desarrollando una relación de cooperación entre la mayoría de las ciudades y las universidades locales, que abarca también ámbitos como el desarrollo urbano y de los distritos, las infraestructuras, la internacionalización, la justicia social, el deporte y la tecnología, aunque, debido a las diferentes prioridades, esta cooperación no siempre ha sido fácil.

## El futuro
A finales del siglo XX y en el siglo siglo XXI han surgido nuevos métodos de enseñanza y estudio, como la enseñanza a distancia o en línea, que ya no requiere la presencia física de los estudiantes o sólo reuniones presenciales con profesores o tutores, por ejemplo. Tras la universidad a distancia, también se está imponiendo cada vez más la universidad virtual, que ya ni siquiera cuenta con edificios universitarios físicos. Ejemplos conocidos y exitosos de ambos tipos son la Indira Gandhi National Open University como la mayor universidad del mundo con 3 millones de estudiantes, la universidad de Sudáfrica con más de 330.000 estudiantes, The Open University como la mayor universidad de Inglaterra con casi 170.000 estudiantes, la Universidad Nacional de Educación a Distancia como la mayor universidad de España con más de 150.000 estudiantes o la Fernuniversität in Hagen como la mayor universidad alemana con más de 76.000 estudiantes.
Este desarrollo está cambiando el carácter de la relación entre la ciudad y la toga, ya que hay menos puntos de contacto entre la población local y los estudiantes y se necesitan menos infraestructuras espaciales, técnicas y urbanas, aunque se sigan creando muchos puestos de trabajo.

## Efectos urbanísticos
En las ciudades con universidades medievales, los efectos de la demarcación entre estudiantes y habitantes de la ciudad pueden reconocerse aún hoy en el paisaje urbano. En la ciudad universitaria sueca de Upsala, las casas de los residentes eclesiásticos, de la nobleza y académicos se construyeron generalmente al oeste del río Fyrisån, mientras que el resto de la ciudad, incluidas la mayoría de las actividades comerciales, se situó al este. La catedral de Upsala, el castillo, la biblioteca universitaria Carolina Rediviva y la mayoría de los edificios de la universidad de Upsala, como el Gustavianum, siguen situados en las colinas al oeste de la ciudad.
El ejemplo opuesto son ciudades universitarias clásicas como Cambridge, Oxford, París o Roma, cuyas universidades no suelen ser campus universitarios, sino que se extienden por numerosos edificios del centro de la ciudad y más allá, influyendo notablemente en el paisaje urbano actual.
Es de mencionar que en el siglo XXI, las tensiones han aumentado debido a la expansión de las universidades, lo que ha provocado la "estudiantilización" de las ciudades, sobre todo, en las pequeñas, ya que los estudiantes desplazan a la población local y las viviendas unifamiliares se convierten en viviendas de ocupación múltiple. La consecuencia puede ser el aumento del precio de la vivienda, que se hace inasequible para sus habitantes, el cierre de escuelas y otros servicios, y el incremento de comportamientos conflictivos. Algunos ejemplos en el Reino Unido son Saint Andrews, Durham o Fallowfield (Mánchester), lo que ha dado lugar a iniciativas que intentan integrar mejor a los estudiantes en las comunidades locales, como en un plan en Sheffield para que los estudiantes trabajen como voluntarios en residencias locales y alojamientos en la universidad de Bristol  compartidos por estudiantes y jóvenes de la zona, entre los que se encuentran personas que han abandonado los estudios, trabajadores clave y personas que se han quedado sin hogar.